# Bureau 121
La Bureau 121 o (en coreà: 국 121) és una agrupació de ciberdelinqüents i ciberguerra de Corea del nord, [1] la qual forma part de l'Oficina General de Reconeixement (en coreà: 정찰 총국; RGB, Reconnaissance General Bureau o Oficina de Reconeixement del Departament d'Estat Major) la qual aquesta és una agència d'intel·ligència de Corea del Nord que gestiona les operacions clandestines de l'estat. [2]
La bureau també és conegut arreu del món per els garn delictes arreu del món. La quantitat dels seus membres és secret però es pas que està format per diferents càrrecs com els propis hackers, supervisors i altres càrrecs necessaris per mantenir la unitat. Aquest grup també està acusat de ser el responsable de l'atac de ransomware WannaCry, un dels més perjudicials d’arreu del món, afectan (en diferents casos i àmbits tecnològics en cada país) a mes de 60 països amb una bona accessibilitat a internet i més de 200.000 ordinadors tant privats, com empresaris o per supervisar empreses i de governs en alguns casos. I així proclamen-se ells com els "Ciberguerrers sota les ordres de Kim Jong-un". [3]